# 전북특별자치도전주교육지원청
전북특별자치도전주교육지원청(全北特別自治道全州敎育支援廳, 영어: Jeonju Office of Education)은 전북특별자치도교육청 산하 교육지원청이다. 전북특별자치도 전주시 덕진구 태진로 100에 소재해있으며, 전주시를 관할한다.
교육장은 장학관으로 보한다.

## 연혁
- 2024.01.18 전북특별자치도 출범에 따른 ‘전북특별자치도전주교육지원청’으로 명칭 변경
- 2010.09.01 전라북도전주교육지원청으로 개칭
- 2005.06.24 별관 영재교육원 준공(지상2층)
- 1991.04.26 전라북도전주교육청으로 개칭
- 1988.12.12 신청사로 교육청 이전 (덕진구 진북1동 382-7)
- 1982.08.14 청사 이전(전주시 덕진구 진북1동 382-1)(現 전일초등학교)
- 1964.01.01 교육자치 실시로 전주시 교육과에서 전주시 교육청으로 분리
- 1962.01.06 교육법 개정에 의하여 전주시 교육과로 편입
- 1960.02.16 청사이전(전주시 태평동 2가 209-18)(現 태평아이파크)
- 1950.04.24 교육자치제 실시로 전주시 초등교육위원 선출

## 산하 기관

### 초등학교
덕진구
| - 전주금암초등학교 - 전주금평초등학교 - 전주기린초등학교 - 전주덕일초등학교 - 전주덕진초등학교 - 전주동북초등학교 - 전주동신초등학교 - 전주만수초등학교 - 전주미산초등학교 - 전주반월초등학교 | - 전주북일초등학교 - 전주북초등학교 - 전주송북초등학교 - 전주송원초등학교 - 전주송천초등학교 - 전주신동초등학교 - 전주아중초등학교 - 전주오송초등학교 - 전주온빛초등학교 - 전주용덕초등학교 | - 전주용소초등학교 - 전주원동초등학교 - 전주인봉초등학교 - 전주인후초등학교 - 전주자연초등학교 - 전주장동초등학교 - 전주전라초등학교 - 전주전일초등학교 - 전주조촌초등학교 - 전주진북초등학교 | - 전주초포초등학교 - 전주팔복초등학교 - 전주하가초등학교 - 전주화정초등학교 |

완산구
| - 전주교육대학교 전주부설초등학교 - 전주남초등학교 - 전주대성초등학교 - 전주대정초등학교 - 전주동초등학교 - 전주만성초등학교 - 전주문정초등학교 - 전주문학초등학교 - 전주삼천남초등학교 - 전주삼천초등학교 | - 전주새연초등학교 - 전주서곡초등학교 - 전주서문초등학교 - 전주서신초등학교 - 전주서원초등학교 - 전주서일초등학교 - 전주서천초등학교 - 전주신성초등학교 - 전주양지초등학교 - 전주양현초등학교 | - 전주여울초등학교 - 전주온빛초등학교 - 전주완산서초등학교 - 전주완산초등학교 - 전주용와초등학교 - 전주용흥초등학교 - 전주우림초등학교 - 전주우전초등학교 - 전주중산초등학교 - 전주중앙초등학교 | - 전주중인초등학교 - 전주지곡초등학교 - 전주초등학교 - 전주평화초등학교 - 전주풍남초등학교 - 전주한들초등학교 - 전주화산초등학교 - 전주효림초등학교 - 전주효문초등학교 - 전주효자초등학교 | - 전주효천초등학교 |

### 중학교
덕진구
| - 전라중학교 - 전북중학교 - 전일중학교 - 전주기린중학교 - 전주덕일중학교 | - 전주덕진중학교 - 전주동중학교 - 전주만성중학교 - 전주솔빛중학교 - 전주아중중학교 | - 전주양현중학교 - 전주오송중학교 - 전주온고을중학교 - 전주온빛중학교 - 전주용소중학교 | - 전주우아중학교 - 전주중앙중학교 - 전주중학교 - 전주호성중학교 - 전주화정중학교 |

완산구
| - 서전주중학교 - 완산중학교 - 전주곤지중학교 - 전주근영중학교 - 전주기전중학교 | - 전주남중학교 - 전주서곡중학교 - 전주서신중학교 - 전주서중학교 - 전주성심여자중학교 | - 전주신일중학교 - 전주신흥중학교 - 전주양지중학교 - 전주용흥중학교 - 전주우전중학교 | - 전주우림중학교 - 전주평화중학교 - 전주풍남중학교 - 전주해성중학교 - 전주효문중학교 | - 전주효정중학교 |

### 직속기관
- 영재교육원
- 방과후지원센터
- 전주영어체험학습센터
- 전주특수교육지원센터
- 진로직업특수교육지원센터
- 덕진Wee센터
- 완산Wee센터
- 전주진로직업체험센터